# Quách Chính Hồng
Quách Chính Hồng có tên tiếng Anh là Derek Kok (sinh ngày 18 tháng 11 năm 1964 tại Phiên Ngung, Quảng Châu, Trung Quốc) là một nam diễn viên phim truyền hình - điện ảnh kiêm ca sĩ nổi tiếng người Hồng Kông gốc Trung Quốc. Anh từng là diễn viên độc quyền của hãng TVB.

## Sự nghiệp
Anh bắt đầu bước chân vào làng giải trí sau khi tham gia cuộc thi âm nhạc nổi tiếng nhất Hồng Kông thời bấy giờ New Talent Singing Awards vào năm 1985. Mặc dù anh chỉ vào được đến bán kết cuộc thi, nhưng anh luôn nỗ lực hết mình trên sân khấu biểu diễn của mình, bao gồm cả các động tác nhào lộn anh đã chứng minh trong suốt hoạt động của mình gây ấn tượng cho người ở TVB. Sau đó, anh bước vào lớp đào tạo TVB nghệ sĩ vào năm 1985 và đã được ký kết với các trạm sau khi hoàn thành chương trình. Vai diễn đáng chú ý đầu tiên anh đóng vai là Lee Yuen Ba trong The Grand Canal.

## Cuộc sống cá nhân
Giữa năm 2007 và 2010, anh được đồn đại khi có mối quan hệ thân thiết với nữ diễn viên Hồng Kông Đằng Lệ Danh, song điều này vẫn chưa bao giờ được anh thừa nhận.

## Các phim đã đóng

### Phim truyền hình nhiều tập
| Năm       | Phim                               | Vai diễn                    | Ghi chú |
| --------- | ---------------------------------- | --------------------------- | --- |
| 1986      | Thập kỷ Turbulent                  |                             | |
| 1987      | Thuyết Đường                       |                             | |
| 1988      | Bí mật của máu và sắt              |                             | |
| 1989      | Cái thế hào hiệp                   |                             | |
| 1989      | Những anh hùng chiến tranh         |                             | |
| 1989      | Justice of Life                    |                             | |
| 1990      | Kinh nghiệm của Enforcer           |                             | |
| 1991      | Các tội phạm tin                   |                             | |
| 1991      | Các Breaking Point                 |                             | |
| 1991      | Drifters                           |                             | |
| 1991      | One Step Beyond                    |                             | |
| 1991      | Mạc Khải của các anh hùng cuối     |                             | |
| 1992      | Đại Thời Đại                       |                             | |
| 1992      | Tập tin Tư pháp                    | Cảnh sát viên               | |
| 1993      | Bạn đồng hành, đồng minh           |                             | |
| 1993      | The Mystery of the Condor Anh hùng |                             | |
| 1994      | Condor Heroes Return               |                             | |
| 1994      | Anh hùng xạ điêu                   |                             | |
| 1994      | Passion Among Us                   |                             | |
| 1994      | Sự thật vô hình                    |                             | |
| 1994      | Các Qing Emperor                   |                             | |
| 1995      | Hồ sơ trinh sát                    | Vương Cường                 | |
| 1995      | Nan Quan Bei Tui                   |                             | |
| 1995      | Justice Pao                        |                             | |
| 1995      | Các điều tra viên hình sự          |                             | |
| 1996      | Tales tối                          |                             | |
| 1996      | Outbrust                           |                             | |
| 1996      | Wars của hối lộ                    |                             | |
| 1996      | Tây Du ký                          | Wu Gang                     | |
| 1997      | Hồ sơ trinh sát III                |                             | |
| 1997      | Bằng chứng Untraceable             |                             | |
| 1998      | Chiến tranh và Remembrance         |                             | |
| 1998      | Tales tối II                       |                             | |
| 1998      | Tây du ký II                       | Thông Tý Viên Hầu           | |
| 1999      | Hồ sơ trinh sát IV                 | Lâm Hạo Thiên               | |
| 2000      | Legend of Lady Yang                |                             | |
| 2000      | The Legendary Bốn Aces             |                             | |
| 2000      | Kung Fu Master                     |                             | |
| 2001      | Kung Fu Master From Guangdong      |                             | |
| 2001      | Lần vết                            |                             | |
| 2001      | Cỗ máy thời gian                   | Vương Tiễn                  | |
| 2001      | nước Thần                          |                             | |
| 2002      | Một trường hợp của tai nạn bất ngờ |                             | |
| 2002      | Raiders Treasure                   |                             | |
| 2002      | Lofty Waters Verdant Bow           |                             | |
| 2003      | The King of Hôm nay và ngày mai    |                             | |
| 2003      | Vigilante Force                    |                             | |
| 2003      | Các 'W' Files                      |                             | |
| 2003      | Luật của người sống sót            |                             | |
| 2003      | Bao La Vùng Trời                   | Ông Trần (Joe)              | Vai diễn khách mời - Tập 1 |
| 2003      | Tìm Ánh Sáng                       |                             | |
| 2004      | Vigilante trong Mask               |                             | |
| 2004      | Twin of Brothers                   |                             | |
| 2004      | Shades Of Truth                    |                             | |
| 2005      | Chiêu thức võ thuật                |                             | |
| 2005      | Theo dõi sai lầm                   |                             | |
| 2005      | Sóng gió khách sạn                 | Gok Cheung dài              | |
| 2005      | Bất Kung Fu                        | Ching Kwong                 | |
| 2006      | Phúc Vũ Phiên Vân                  | Pong Ban                    | |
| 2006      | Au Revoir Shanghai                 | Hoh Jan-bon                 | |
| 2006      | Bố y thần tướng Face to Fate       | Liễu Phần Dương Lau Fan-yue | |
| 2007      | Các liên kết với gia đình          | Cheuk Kam-Biu               | Đề cử - Giải thưởng thường niên TVB cho Nam diễn viên phụ xuất sắc nhất (Top 20)                                                                           |
| 2008      | War of In-Laws II                  | Wong Chung-cheung           | Đề cử - Giải thưởng thường niên TVB cho Nam diễn viên phụ xuất sắc nhất (Top 5) Đề cử - Giải thưởng thường niên TVB cho Nam diễn viên tiến bộ nhất (Top 5) |
| 2008      | Các Thạc sĩ Tai Chi                | Lui Yau-ngo                 | Đề cử - Giải thưởng thường niên TVB cho Nam diễn viên tiến bộ nhất (Top 5)                                                                                 |
| 2008      | CHẾT                               | Cheung Ching-Yee            | Đề cử - My Favourite Nam nhân vật (Top 10) Đề cử - Giải thưởng thường niên TVB cho Nam diễn viên tiến bộ nhất (Top 5)                                      |
| 2008      | Class hay Mine của bạn             | Ching Kwok-chu              | Đề cử - Giải thưởng thường niên TVB cho Nam diễn viên tiến bộ nhất (Top 5)                                                                                 |
| 2009      | The King of Snooker                | Lui Kin-chung               | |
| 2009      | DIE Again                          | Cheung Ching-yee            | Đề cử - Giải thưởng thường niên TVB cho Nam diễn viên phụ xuất sắc nhất (Top 15)                                                                           |
| 2010      | The Season of Fate                 | Leung Kau-mui               | Đề cử - Giải thưởng thường niên TVB cho Nam diễn viên phụ xuất sắc nhất (Top 15)                                                                           |
| 2010      | Của tôi phân nữa tốt               | Kông San-sou                | |
| 2010      | Show Me Happy                      | Tong Gam-bou                | |
| 2010      | Ngũ vị nhân sinh                   | Lương Cửu Muội              | |
| 2011      | Wax và Wane                        | Wong Hưng                   | |
| 2011      | Lives of Omission                  | Sze To-hoi                  | Đề cử - Giải thưởng thường niên TVB cho Nam diễn viên phụ xuất sắc nhất (Top 15)                                                                           |
| 2012      | Các Hippocratic crush              | Lui Siu-Yat                 | |
| 2012      | Tiger Cubs                         | Ting Yau-tin                | Tập 11: "I Want To Be A Cop" |
| 2012      | Cao và thấp                        | Hồ Kwai                     | |
| 2012-2013 | Hỏa thân                           | Hưng Chun-to                | |
| 2013      | Luôn luôn và từ trước tới giờ      | cho Pao                     | Tập 13-29 (16 tập) |
| 2013      | Các Hippocratic crush II           | Lui Siu-Yat                 | |
| 2014      | Lady chua                          | Fu Sam-yan                  | |
| 2015      | Triều bái võ đang                  | Ho Ching-tung               | |
| 2022      | Danh tiếng gia tộc                 | Mã Diệu Tông                | |

### Phim truyền hình
- Killer's Code (1995)
- She Was Married To Mob (1996)

### Phim bộ
| Năm  | Phim                              | Vai diễn                | Ghi chú |
| ---- | --------------------------------- | ----------------------- | ------- |
| 1984 | Tám Diagram Pole Fighter          | Tartar lính / học sinh  |         |
| 1984 | Đường dài để dũng cảm             |                         |         |
| 1985 | Đệ tử của 36 Phòng                | Đệ tử thế tục Thiếu Lâm |         |
| 1985 | Điên Thiếu Lâm đệ tử              | Shaolin Monk            |         |
| 1988 | Một chiến đấu đẫm máu             | Thug Wai                |         |
| 1989 | The Last Duel                     |                         |         |
| 1989 | Còng tay tôi, Brother             |                         |         |
| 1989 | Hunters quỷ                       |                         |         |
| 1989 | In the Line of Duty 4: Chứng kiến | Thug vay Shark          |         |
| 1989 | bảy Warriors                      | kẻ cướp                 |         |
| 1990 | Hàng xóm của tôi là Phantom       |                         |         |
| 1990 | Tiger Cage 2                      | uncredited              |         |
| 1990 | Một Bite of Love                  | Fung của Thug (thêm)    |         |
| 1990 | The Big Score (phim 1990)         | cảnh sát viên           |         |
| 1990 | Brave Young Girls                 | Thêm                    |         |
| 1990 | Cop Forsaken                      | Thêm                    |         |
| 1990 | Passion Fatal                     | Bodyguard               |         |
| 1992 | Hard Boiled                       | Xã hội đen              |         |
| 1992 | Tự do Run Q                       | Yunan Đoàn viên         |         |
| 1994 | To Love Ferrari                   | Paul                    |         |
| 1994 | Encounter Fatal                   |                         |         |
| 2008 | beast Stalker                     | Michael                 |         |
| 2010 | 72 Tenants of Prosperity          | Fu 70                   |         |
| 2010 | The Stool Pigeon                  | Officer Ku              |         |